# Усташі
Усташі (хорв. Ustaše «повстанці», «бунтарі») — хорватське початково сепаратистське, націоналістичне і терористичне таємне товариство, яке згодом переросло у фашистський політичний рух у 1920—1940-х роках. Сьогодні слово Ustaše вживають виключно стосовно членів цієї організації. Створена в січні 1929 р. лідером Хорватської партії права Анте Павеличем. Мала багато спільних рис із італійською фашистською партією і мала бази в Італії та Угорщині. Рух виник як відповідь на утиски хорватів режимом югославського короля Александра І. Основною метою організації була незалежність Хорватії та ліквідація Югославії.
Усташі причетні до вбивства в 1934 у Марселі югославського короля Александра І та французького міністра закордонних справ Луї Барту македонським революціонером Владо Черноземським. Після ліквідації 1941 року Югославії Усташі за підтримки країн Осі створили на території Хорватії, Боснії і Герцеговини Незалежну державу Хорватія на чолі з королем Томіславом ІІ, але де-факто країною керував Анте Павелич.
Усташі причетні до масових убивств жителів Югославії, упродовж трьох років перешкоджали поширенню на Балканах партизанських загонів Тіто (Народна визвольна армія Югославії).
Після поновлення держави Югославія 1945 р. більшість членів організації усташів емігрували до США та Аргентини, частину — стратили, деяких — через самосуди.

## Історія виникнення
В результаті поразки Австро-Угорщини та Німеччини в Першій Світовій війні, 1 грудня 1918 року було створене Королівство Сербів, Хорватів і Словенців (КСХС), куди хорватів і словенців разом з Боснією і Герцеговиною втягнули під загрозою італійської окупації. Так за підтримкою Антанти була створена сербська імперія, де під облудними обіцянками рівності і братерства ховався великосербський шовінізм. Коли хорвати і словенці зрозуміли, що в новій слов’янській державі вони мають менше прав ніж в Австро-Угорській імперії, почався новий етап боротьби вже проти «братнього народу».

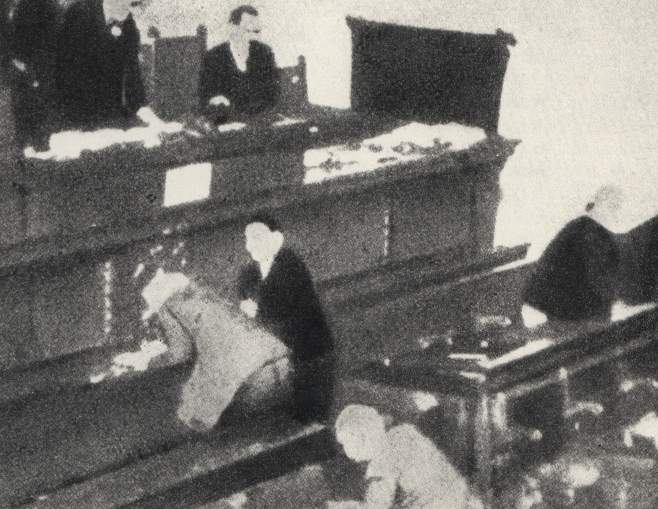
Замах на Степана Радича у Народній скупщині

Суспільну і парламентську боротьбу за незалежність Хорватії у 1920-х рр. очолює Хорватська республіканська селянська партія (Hrvatska republikanska seljačka stranka), керована ветераном хорватської політики Степаном Радичем (1871—1928). Майбутній керівник Усташів Анте Павелич, обраний від Партії права спочатку до міського парламенту Загреба, а потім до Народної скупщини (парламенту) Королівства Сербів, Хорватів і Словенців (Kraljevina Srba, Hrvata I Slovenaca), бере активну участь у парламентській боротьбі. Відомий сміливими промовами проти великосербського шовінізму та за самостійність Хорватії, а також регулярними сутичками з депутатами-сербами в кулуарах Павелич завойовує скандальну популярність, особливо серед націоналістично налаштованої хорватської молоді. Коли 20 червня 1927 Степан Радич і четверо його прихильників були розстріляні під час конфлікту в парламенті депутатом від правлячої сербської Народної радикальної партії (Narodna radikalna stranka) Пунішею Рачичем (двоє загинули на місці, Радич через півтора місяця помер від ран, двоє були поранені), Анте Павелич негайно виїхав до Загреба і взяв активну участь у масових акціях протесту. Ситуація переросла у масові безладдя. Офіційний Белград застосував проти мітингувальників жандармерію, а великосербські шовіністи вбили кількох хорватських політичних і культурних діячів. У ці дні Анте Павелич очолив стихійно створену націоналістичну організацію «Хорватський домобран» (Hrvatski domobran), що мала на меті захистити учасників протестів від урядових сил і формувань сербських націоналістів. Як лідер цієї організації Анте Павелич у серпні 1928 написав «Декларацію хорватської самооборони», у якій виклав основні ідеї, що пізніше лягли в основу руху Усташів. Починає виходити газета «Хорватський домобран», яка вже до Різдва 1928 р. була закрита югославськими властями за «антидержавну агітацію». Після державного перевороту 6 січня 1929 р. короля Александра І, Анте Павелич і його соратники з «Хорватського домобрану» переходять на нелегальне становище.
7 січня на конспіративній квартирі у Загребі на зборах кількох керівників «Домобрана» було прийняте рішення про його трансформацію в Хорватську революційну організацію «Усташі» (Ustasa-Hrvatska revolucionarna organizacija). Хорватські націоналісти переходять до насильницьких методів боротьби за незалежність. Лідером (поглавніком) усташів був одноголосно обраний Анте Павелич.  

### Організаційна структура
Організація формувалася за територіальним принципом. Найнижчим підрозділом був «рій» (roj) на чолі з «ройовим», що формувався у окремому населеному пункті. «Рої» об’єднувалися у «tabor», «logor», «stožer» і очолювалися відповідними керівниками. Головний штаб організації називався «Головним усташівським станом» (Glavni Ustaški Stan). «Усташівський стан» очолював «поглавник» (poglavnik), що обирався «усташами-засновниками», він мав у організації практично необмежені владні повноваження. Мав право призначати і зміщувати членів «Усташівського стану» — 15 «доглавників» (doglavnike) і 7 «помічників» (pobočnike); видавати «Усташівському стану» накази про призначення місцевих начальників і осіб, що були наділені «спеціальними повноваженнями», включно з судовими; приймати практично будь-яке рішення стосовно діяльності організації тощо. Організація була створена за вождистським типом — про термін діяльності «поглавника» і його звітність у статуті нічого не було сказано. Членом «Усташів» міг стати «кожний хорват, здатний до повстанської боротьби, повністю відданий усташівським ідеалам». Кожний, хто вступав до організації, виголошував клятву. Клятву проказували «поклавши руку на Біблію, на якій були схрещені кинджал (kama) і револьвер».

## Діяльність Усташів у підпіллі та на еміграції
Невдовзі після створення організації Анте Павелич, лідер молодіжного крила Усташів Бранимир Єлич і колишній австро-угорський офіцер Густав Перчец, що керував військовими справами, втекли з Югославії до Відня. Потім перебрались до Будапешта, а навесні 1929 р. прибули до Болгарії. У болгарській столиці А. Павелич налагодив контакти з лідерами македонських національних революціонерів (Вътрешна македонска революционна организация, ВМРО), що боролися за звільнення своєї батьківщини спочатку від Османської імперії, а потім від Королівства Югославії та Греції, і мали величезний досвід диверсійної та партизанської боротьби. Македонці стали природними союзниками Усташів у боротьбі проти Белграда. Керівником ВМРО був Іван «Ванче» Михайлов (1886-1990), непримиренний ворог сербів. 20 травня 1929 р. між Усташами і ВМРО була підписана т. зв. «Софійська декларація», яка передбачала, що обидві організації будуть «координувати свою законну діяльність у відстоюванні людських і народних прав, політичної свободи і повної незалежності Хорватії і Македонії». Усташі стали проходити військовий вишкіл під керівництвом досвідчених македонських бійців, і навіть отримали можливість брати участь у декількох зухвалих набігах похідних груп (чет) ВМРО на югославську територію. 17 серпня 1929 р. надзвичайний суд у Белграді заочно виніс смертні вироки А. Павеличу і його військовому раднику Г. Перчецу «за підготовку військового заколоту проти престолу і югославської державності».
Одночасно з підпільною діяльністю Усташів продовжував існувати «Хорватський домобран» як легальне крило хорватського національно-визвольного руху. В еміграції виходили газети «Хорватський домобран» (Буенос-Айрес) та «Хорватська незалежна держава» (Пітсбург). Ці видання нелегально переправлялися до Югославії. Усташі були елітою «Домобранів». У своїх записках Б. Єлич каже, що «всі усташі були домобранами, але лише найдосвідченіші домобрани ставали усташами». Верховне керівництво «Хорватського домобрану» також належало А. Павеличу, який у 1931 р. очолив колегіальний керівний орган цієї організації. Єдність двох організацій привела до появи в історичній науці терміну «усташівсько-домобранський рух» (Ustaško-domobranski pokret).
На міжнародній арені на початку 1930-х рр. Усташам разом з іншими хорватськими і югославськими опозиціонерами вдалося налаштувати доволі широкий спектр громадської думки проти диктатури короля Александра. Зокрема, безкарне вбивство сербськими радикалами хорватських літераторів Мілана Шуфлая та Іво Пілара викликало обурення та заяви на підтримку «хорватських борців» з боку цілої низки видатних діячів, яких аж ніяк не можна назвати «правими» — Максима Горького, Анрі Барбюса та ін.
З січня 1932 р. А. Павелич робить спроби перетворити Усташів на масову напівлегальну організацію. Починає виходити щомісячний журнал «Усташ». Одночасно Усташі намагалися вийти з-під патронату ВМРО і самостійно розгорнути повстансько-диверсійні дії на території Хорватії. Для першої збройної акції був обраний район Ліка, розташований поблизу узбережжя Адріатичного моря. У вересні 1932 р. на підпільну базу коло міста Госпич було перекинуто 10 озброєних гвинтівками та револьверами бійців-емігрантів. Саме до цього періоду відносяться перші згадки про уніформу усташів, у яку, за зразком бійців ВМРО, вони були одягнуті. За свідченнями сучасників, форма являла собою «туристичний чи дорожній одяг темного кольору з виготовленими у кустарний спосіб кокардами у формі букви «U»».
У ніч із 6 на 7 вересня бійці-емігранти, до яких приєдналось кілька хорватських усташів, здійснили спробу збройного постання. Повстанцям вдалося захопити приміщення югославської жандармерії в містечку Брушане коло Госпича. Захопивши кілька десятків гвинтівок і кілька ящиків боєприпасів, усташі планували почати набір добровольців і створити ще кілька загонів. Реакція югославських властей на вилазку усташів була дуже масштабною та жорстокою. Були задіяні багатотисячні сили армії та жандармерії, а також загони озброєних добровольців із місцевих сербів. У результаті, за хорватськими джерелами, кількість заарештованих, побитих чи пограбованих хорватів перевищила 5 тисяч чоловік. Загін усташів 13 вересня відступив до Задара, на італійську територію. Сербські втрати склали 2 убитих і 16 поранених, з боку усташів один загинув (21-річний Степан Девчич, пізніше був прославлений в усташівській традиції як один із «офіційних мучеників» руху), троє отримали легкі поранення. А. Павелич високо оцінив результати «знаменитого Ліцького повстання» (Lički ustanak).  Але насправді, в результаті репресивних дій югославських властей, підпільній мережі Усташів було завдано серйозного удару.

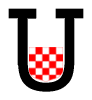
Емблема Усташів із «шахівницею»

### Співпраця з фашистською Італією та Угорщиною
Хвиля політичних репресій югославського королівського режиму, спровокована спробою повстання, викликала новий потік хорватських біженців до сусідньої Італії. Поява у цій країні дієвої хорватської спільноти викликала переорієнтацію Усташів на цю країну. З 1932 р. А. Павелич та його соратники, не припиняючи співробітництва з ВМРО, все більше орієнтуються на фашистську партію Муссоліні як на потенційного союзника у боротьбі з королівською Югославією.  Восени 1932 р. в італійському містечку Бовеньо коло Брешії був заснований перший тренувальний табір Усташів, там був розпочатий бойовий та ідеологічний вишкіл 46 курсантів. Табір у Бовеньо відіграв важливу роль у становленні руху Усташів та його традицій. Тут усташі почали носити форму, схожу на форму італійських фашистів, з обов’язковим кинджалом на поясі (пізніше названим «сербосєком»). Було введене аналогічне до фашистського вітання «римським салютом» і гаслом: «За батьківщину готові!» (Za dom spremni!); усташівська емблема була доповнена біло-червоною «шахівницею» всередині букви «U» тощо.
У 1933 р. в Італії були розгорнуті ще два табори Усташів — у Фонтенеччіо та Сан-Деметріо, а загальна кількість курсантів досягла 400 чоловік. Ще два табори знаходились на території Угорщини — в Янка-Пуста і Надь-Каніжа під керівництвом Г. Перчеца (якого невдовзі вбили за наказом А. Павелича). Від угорського уряду адмірала Горті Усташі отримали 90 гвинтівок і амуніцію з армійських запасів, а також можливість проходити практику в підрозділах прикордонної служби на югославському кордоні. Поява іноземної підтримки і тренувальних таборів дозволило усташівсько-домобранському рухові активізувати підпільну роботу в Югославії. Перекинуті з-за кордону навчені диверсанти вступали в контакт із наявними осередками та створювали нові. Було здійснено декілька замахів на найжорсткіших у «хорватському питанні» сербських націоналістів, а також демонстративні (без людських жертв) підриви югославських дипломатичних вагонів у експресах «Белград-Відень» та «Белград-Софія» у 1933—1934 рр. Підпільні групи, що стихійно виникали у Хорватії, приймали назву «Усташі» й шукали контактів з організацією. Відповідно посилювалися репресії югославських властей — за даними емігрантської преси за ґратами на початок 1934 перебували 1684 хорватські політв’язні.

### Вбивство короля Олександра І Карагеоргійовича
Найгучнішим терористичним актом Усташів стало вбивство 9 жовтня 1934 р. у Марселі югославського короля Олександра І Карагеоргійовича. У наступні роки хорватські націоналісти перетворили «марсельський атентат» у засіб самореклами, хоча насправді Усташі були лише учасниками цього замаху. Плани вбивства короля Александра обговорювались А. Павеличем і «Венче» Михайловим у серпні 1934 р. Лідери Усташів та ВМРО вирішили розправитися з монархом у Франції, де Александр І планував побувати у рамках свого амбітного проекту військово-політичного союзу проти Італії та Угорщини (Малої Антанти).
Групу усташів, що складалася з діаспорних хорватів, очолив Євген «Дідо» Кватерник (1913—1961), нащадок легендарного революціонера. Враховуючи відсутність у хорватів бойового досвіду, ВМРО наполягла на виконанні атентату в Марселі македонським революціонером Владо Черноземським, відомим своїм мистецтвом у «стрільбі по-македонськи» (з двох рук по двох рухомих мішенях одночасно). На випадок невдачі одна хорватська група чекала короля у Марселі, а друга — у Парижі.
9 жовтня король Олександр прибув до Марселя на югославському есмінці «Дубровник» у супроводі Луї Барту і на автомобілі поїхав на вокзал. Французи безвідповідально поставилися до заходів безпеки короля: кортеж супроводжували верхові драгуни з незарядженими карабінами, а оточення вздовж вулиць здійснювали звичайні поліцейські, які стояли через кожні 10-15 метрів. В. Черноземський з «маузером», схованим за величезним букетом квітів, вискочив із натовпу, заскочив на підніжку автомобіля і смертельно поранив короля Александра та міністра Барту. Тяжко пораненим був також французький генерал Жорж, що супроводжував короля. Командир ескорту полковник Піоле вдарив македонця шаблею, а поліцейські добили його з револьверів.
Вбивство югославського короля викликало гостру реакцію світового співтовариства. Для усташів на еміграції це мало негативні наслідки. Після того, як Є. Кватерник і його люди втекли до Італії, стало зрозуміло, що до атентату причетні Усташі. Під міжнародним тиском Муссоліні змушений був припинити стосунки з Усташами. Наприкінці жовтня 1934 р. італійська поліція заарештувала А. Павелича, Є. Кватерника та понад 150 усташів за звинуваченнями у причетності до марсельського вбивства, незаконному зберіганні зброї і т. ін. Всі вони лишались в ув’язненні не менш ніж два роки. Тренувальні табори організації на території Італії були ліквідовані (в Угорщині табори продовжували функціонувати).
У Югославії після вбивства короля Олександра режим суттєво пом’якшився. Для хорватів і словенців були зроблені відчутні послаблення. Зокрема, перестали переслідуватися культурно-просвітні та спортивні організації. З 1935 полем діяльності усташівсько-домобранського руху стає територія самої Хорватії. Основні напрямки діяльності — пропагандистська робота з масами і розбудова підпільної мережі. Важливу роль в організації починають відігравати законспіровані лідери, в першу чергу — керівник загребської підпільної мережі полковник Славко Кватерник (1876–1947), колишній офіцер австро-угорської армії і дворянин, батько Євгена «Дідо». Будучи представником поміркованого крила організації, Кватерник-старший зосередився на агітації та збиранні сил. Великою заслугою Славка Кватерника було залучення до лав Усташів десятків кадрових і запасних офіцерів хорватського походження. З лютого 1939 членом Усташів публіцистом Міле Будаком (1889–1945), що втік із ув’язнення в Італії, було налагоджено щоденний випуск газети «Хорватський народ» (Hrvatski narod), що пропагувала усташівські ідеї та поширювалася напівлегально (з 1940 після арешту Будака — нелегально).
Після зближення нового югославського керівництва з нацистською Німеччиною, у травні 1937 р. за посередництва останньої був урегульований італо-югославський конфлікт. Згідно з пакетом двосторонніх домовленостей, Муссоліні, зокрема, зобов’язувався оголосити поза законом на території Італії Усташів. Звільнений наприкінці 1936 з в’язниці А. Павелич продовжував перебувати під пильним наглядом італійських спецслужб на поселенні у Сієні. Для більшості ув'язнених усташів умовне звільнення настало впродовж 1937–1939 рр. Слідчі дії щодо них формально тривали в Італії до 1940. До того часу в тюрмах продовжували залишатись переважно члени групи Є. Кватерника.
У надії знайти нового покровителя А. Павелич намагається домовитися з керівництвом Третього рейху. Він направляє чільному ідеологу нацистської геополітики Карлу Гаусгоферу меморандум, щоб той передав документ своєму учневі і другій людині після Гітлера у націонал-соціалістичній партії Рудольфу Гессу. Одначе на той час об’єктивні передумови для німецько-хорватського союзу були відсутні. Гітлера влаштовувало нове керівництво Югославії в особі принца-регента Павла, який в зовнішній політиці проводив курс на віддалення від Франції та Великої Британії, намагаючись притримуватись політики нейтралітету та дипломатичного лавірування в складних тогочасних європейських умовах. 
Усвідомлюючи внутрішню слабкість держави та її уразливість в разі війни, Павло збирався вирішувати національні проблеми в Югославському королівстві. Результатом домовленостей Драгіші Цветковича із Владком Мачеком було створену окрему, автономну Хорватську бановину в 1939 році, що стало першим кроком у майбутній запланованій перебудові централізованої та унітарної Югославії. Згідно за цим договором, Герцеговина і Посавіна (північна область Боснії) увійшли до складу Хорватії. В хорватських націоналістичних колах вже тоді склалося уявлення, що вся територія Боснії і Герцеговини також є історично хорватською, а слов'яни-мусульмани — це хорвати, що прийняли іслам.
З 1936 до 1940 р. Анте Павелич з нечисленними сподвижниками-емігрантами залишався практично бездіяльним. Пізніше в офіційній усташівській традиції цей час отримав назву: «роки великого мовчання».

### Усташі на початку Другої Світової війни
Муссоліні вирішив знову підтримати Усташів у ході Другої світової війни, в яку він вступив у червні 1940 р. з грандіозними планами з відродження Римської імперії. Муссоліні планував розчленувати Югославію та Грецію, тому вирішив підтримувати місцеві сепаратистські сили. Його уряд шукав контактів зі словенськими, албанськими та хорватськими націоналістичними організаціями. Нацистська Німеччина спочатку зовсім не прагнула підтримати італійських фашистів у цій авантюрі, розраховуючи на залучення Белграда в союзники. А Югославія в той час проводила політику, яка вже не заважала німцям. Більше того, 25 березня 1941 королівство Югославія приєдналося до Антикомінтернівського пакту, ставши союзником країн Осі.
Восени 1940 р., напередодні італійської агресії проти Греції, ставлення Муссоліні до Усташів кардинально змінилося. Кримінальне переслідування було припинено, всі соратники Павелича були випущені з-під варти (деякі з них провели в ув’язненні без суду по шість років). Спочатку Усташі отримали статус об'єднання політичних емігрантів, пізніше були визнані «політичною організацією хорватської нації». Сам А. Павелич восени 1940 р. відмовився налагодити контакт із фашистськими ієрархами у Римі. Під час короткої зустрічі з главою італійського МЗС членом Великої фашистської ради графом Чано Павелич, зі слів графа, «тримався зверхньо, звинувачував Італію у беззаконні і скоро холодно розкланявся». «Поглавнік» Усташів не міг пробачити італійцям образ. Зв'язки з італійським керівництвом для Павелича і його оточення обмежувались особистими контактами з Даванцаті, Мікелі та ще кількома фашистами середньої ланки, що симпатизували Усташам .
27 березня 1941 року в Белграді група вищих офіцерів на чолі з генералом Душаном Сімовичем здійснила державний переворот. Пробританськи налаштована частина Югославської політичної еліти виступила під широко підтриманим сербами гаслом «Краще війна, ніж пакт» проти союзу з нацистською Німеччиною. Щоб не допустити залучення найбільшої балканської країни в орбіту впливу своїх супротивників, Гітлер був змушений форсувати перекидання німецьких військ на Балкани і початок агресії проти Югославії та Греції.

## Усташі і Незалежна Держава Хорватія

### Проголошення НДХ
Таким чином, Муссоліні, війська якого загрузли у важких позиційних боях із греками в Албанії, отримав бажану підтримку всіх своїх балканських планів. 28 березня 1941 р. він повідомив Гітлера про те, що підтримує ідею поділу Югославії і створення незалежної Хорватії. Після цього Муссоліні особисто запросив А. Павелича до Риму для консультацій. Через кілька днів були мобілізовані всі італійські усташі. Були відновлені тренувальні табори в Італії. Приблизно 300 бійців були одягнені в італійське польове обмундирування сіро-захисного кольору. На головних уборах вони носили спеціально виготовлені латунні усташівські кокарди, а на петлицях, за італійським взірцем, нашивки національних кольорів Хорватії.  За розпорядженням Муссоліні, усташам була передана радіостанція, яка з вечора 28 березня розпочала мовлення на Хорватію під назвою «Радіо Велебіт» (за назвою гірського масиву, де переховувались у 1932 р. учасники Ліцького повстання). 5 квітня, напередодні вторгнення гітлерівських військ у Югославію, А. Павелич звернувся по радіо до хорватського народу з закликом до загального повстання і створення Незалежної держави Хорватія (Nezavisna država Hrvatska, НДХ). 
Одночасно в Загребі з усташським підпіллям зв'язалися представники німецького консульства: резидент служби безпеки (СД) Р.Коб, військовий аташе Г.Пребст, поліцейський аташе Р.Блум, а також особливий уповноважений німецького МЗС штандартенфюрер СС д-р Е. Веезенмайер. Вони запевнили керівника «Усташі» в Хорватії полковника Славка Кватерника у своїй повній підтримці курсу усташів на проголошення незалежності. Звичайно ж, від Хорватії вимагалося прийняти протекторат Німеччини і Італії, та задовольнити їхні територіальні претензії. За це Хорватія отримувала під своє управління Боснію і Герцеговину.
6 квітня 1941 війська нацистської Німеччини почали вторгнення в Югославію, діючи з території Австрії, Болгарії, Угорщини та Румунії. У наступні дні розгорнули наступ союзні їм італійські та угорські війська, а болгарська армія почала зосереджуватися на вихідних рубежах для вступу до Македонії. Югославська держава, що роздиралася зсередини національними та громадськими суперечностями, виявилася нездатною протистояти удару і розвалювалася на друзки. Уряд втратив контроль над країною, командування — над військами. Армія Югославії, що вважалася найпотужнішою на Балканах, в лічені дні перестала існувати як організована сила.

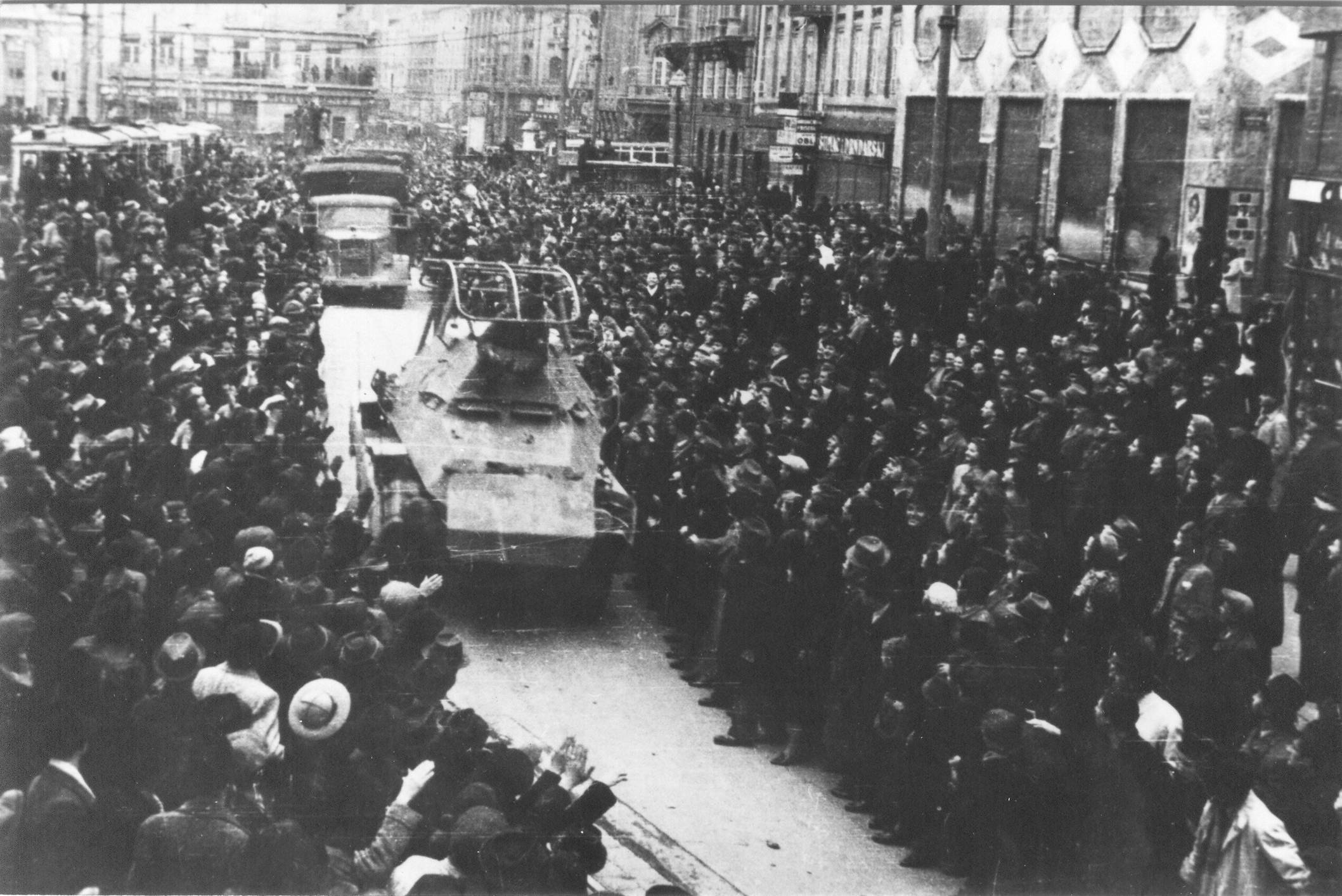
Жителі Загреба вітають німецькі війська, як визволителів. 10 квітня 1941.

На території Хорватії великомасштабних бойових дій не велося. Німецькі війська повсюдно зустрічали підтримку найширших верств хорватського населення, що розглядали нацистське вторгнення як можливість для створення власної держави. Завдяки оголошеній в Югославії 7 квітня мобілізації в дислоковані в Хорватській бановині частини IV армії влилася величезна кількість солдат-хорватів, більшість з яких не бажали битися за Югославію або навіть були готові повернути зброю проти неї. Вже 8 квітня офіцери і молодші командири 108-го піхотного і 40-го резервного полків, що входили в усташські підпільні осередки в армії, організували заколот серед солдатів своїх частин. Піднявши саморобні хорватські прапори, вони раптовим ударом захопили місто Беловар, де дислокувався штаб IV югославської армії, заарештували штабних офіцерів і перерізали комунікації. Це стало сигналом для націоналістично налаштованих військовослужбовців інших частин армії, і вони стали в масовому порядку залишати позиції і рухатися в Беловар, де незабаром сконцентрувалося понад 7 тис. хорватських солдат і офіцерів. У найближчі дні за допомогою місцевих осередків Усташів і стихійно виникаючих селянських формувань самооборони (Hrvatskа seljackа zastitа) їм вдалося очистити від югославської влади значну частину хорватської території.
10 квітня, з підходом до Загребу авангардів Вермахту, 4 тис. Усташів, практично не зустрівши опору, взяли столицю Хорватії під свій контроль. Славко Кватерник прибув у міську ратушу і зачитав по радіо текст декларації про проголошення Незалежної держави Хорватія (НДХ). Ця подія принесла радість всьому хорватському суспільству. Голова місцевої «Просвіти» та Тереновий Провідник ОУН в Югославії Василь Войтанівський в той же день привітав від імені українців через загребське радіо проголошення Незалежної держави Хорватія.
17 квітня представники югославського командування в Белграді підписали акт про беззастережну капітуляцію. Ще до цього король Петро II і члени його уряду кинули країну напризволяще і, прихопивши більшу частину золотого запасу, на літаку втекли до Греції під захист англійців. Більше 6 тис. югославських офіцерів, 45 генералів і 340 тис. нижніх чинів потрапили в полон.

### Структура держави Усташів
Нова країна межувала з нацистською Німеччиною на північному заході, Угорським королівством на північному сході, військовою адміністрацією Сербії (об'єднаний німецько-сербський уряд) на сході, Чорногорією (італійський протекторат) на південному сході, Італією уздовж її берегової області і на півночі з Провінцією Любляна.
Фактичним керівником Незалежної Держави Хорватія був Анте Павелич, який отримав свій титул Поглавнік (керманич) від руху усташів. Він був відомий за цим титулом протягом війни, незважаючи на його поточну посаду. З 1941 — 1943, поки країна була де-юре монархією, він був прем'єр-міністром. Вплив номінального голови держави — короля був подібний до Італії у той час, коли посаду прем'єр-міністра займав Беніто Муссоліні. Проте після капітуляції Італії він став керувати державою як «поглавнік» держави замість Томіслава II. Анте Павелич також займав посаду прем'єр-міністра до початку 1944 року, коли він призначив Ніколу Мандича замість себе.
У країні було встановлено однопартійний тоталітарний режим. Всі, хто опонував і/або загрожував усташам, були оголошені поза законом. Хоча де-факто НДХ зберегла придворну систему Королівства Югославії, лише відновивши назви у їх початкових формах. Судова влада Незалежної Держави Хорватії складалася з 172 місцевих судів, 19 окружних судів, адміністративного суду, Верховного Суду і апеляційного суду в Загребі і в Сараєво.

### Зовнішня політика
У зовнішній політиці усташі орієнтувалися на країни Осі. 15 червня 1941 р. Хорватія приєдналася до Троїстого, 26 червня — до Антикомінтернівського пакту. 14 грудня 1941 Хорватія оголосила війну Великій Британії і США. У вересні 1942 Павелич відвідав Німеччину, де отримав дозвіл Гітлера на подальше посилення режиму особистої влади, після чого провів реорганізацію уряду.

### Військові злочини

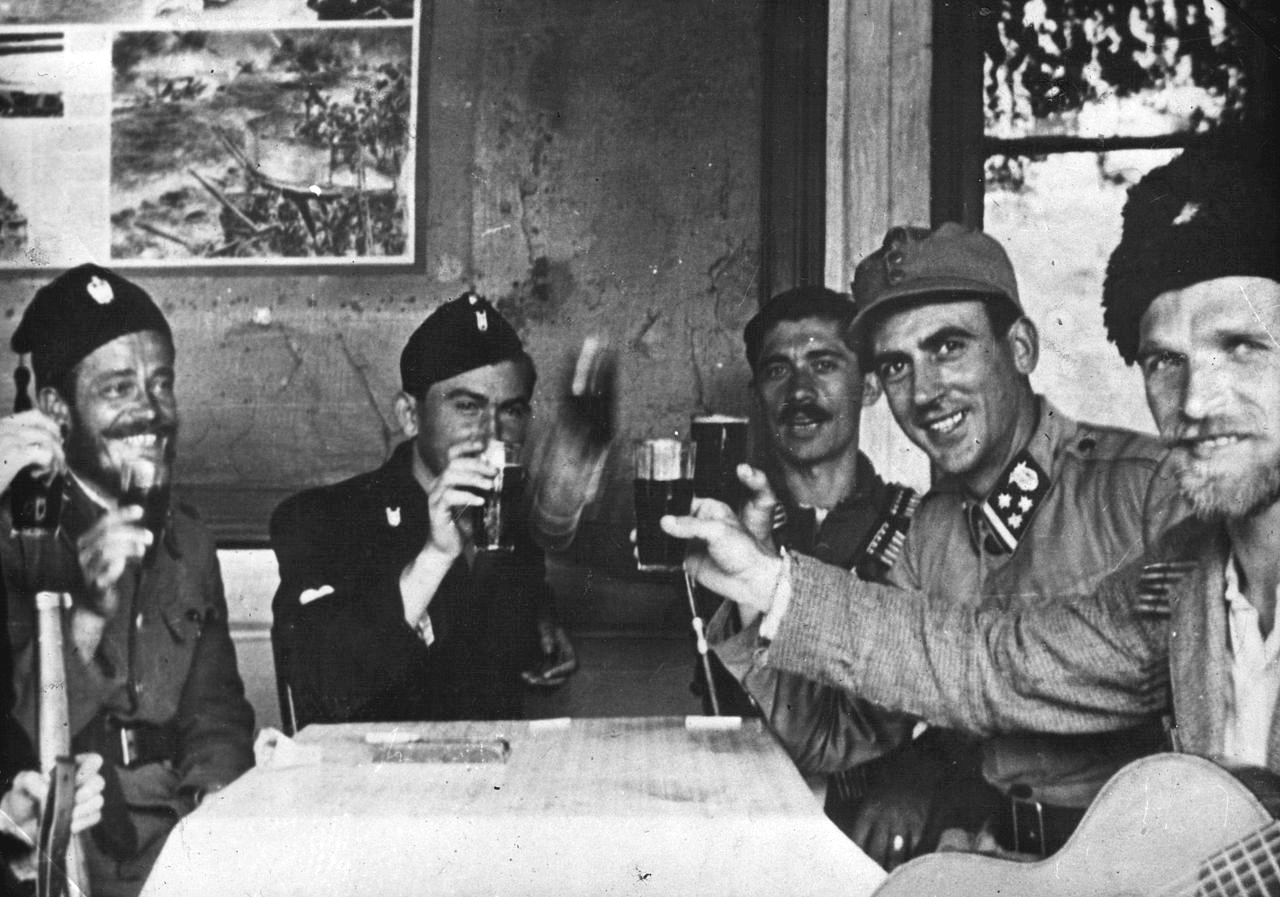
Сербський четник Урош Дренович (той що зліва) розпиває алкоголь з Усташами

Головною проблемою для хорватських усташів залишалася проблема національна. Згідно з офіційними даними Загреба, нова хорватська держава зайняла 115 133 кв. км., а її населення склало 6 966 729 чол. З цього числа «чистих хорватів» було 4,817 млн. чол. (включаючи і босняків-мусульман), «етнічних сербів» — 1,848 млн. чол., «фольксдойче» — 145 тис. чол., угорців — близько 70 тис. чол., словенців — 37 тис. чол., словаків і чехів — 44 267 чол. За межами НДХ проживало 1 727 548 хорватів. Серби, які були вороже налаштовані до хорватської держави складали 26% населення. За усташами числяться неприємні історії, військові злочини, в тому числі після оголошення незалежності Хорватії почалися переслідування сербів, що супроводжувалися кровопролиттям. В особливості на сербсько-хорватському кордоні і в Боснії. 
Жорстокі розправи усташів над сербами в 1941 р. почалися з перших днів існування НДХ. Розгулу насильства сприяли відомості про те, що націоналістично налаштовані сербські військовослужбовці та резервісти, які об'єдналися в іррегулярні збройні формування («четники») розстрілювали етнічних хорватів, які поверталися додому з частин розваленої югославської армії. Серед загиблих був міжнародно відомий парашутист-спортсмен капітан югославських ВПС Фелікс Домініканіч, разом з кількома льотчиками і авіатехніками-хорватами вбитий сербськими жандармами поблизу сараєвского аеродрому 15 квітня. Ненависть до сербів, що накопичувалася десятиліттями, знайшла собі вихід. Вже до кінця червня 1941 року тисячі сербів було знищено, не дивлячись на стать і вік. 
У Незалежній державі Хорватія діяла мережа таборів (найвідоміший — Ясеноваць), звідки частину сербів висилали безпосередньо в Сербію і в інші країни, частину ліквідували. Під їхній приціл потрапляли серби, що роками їх утискали, і комуністи, а також євреї та роми.
Всього за період нацистської окупації Югославії за хорватськими оцінками усташами було знищено до 219 тис. сербів, а Сербія і Росія називають цифри в 300-600 тис.

### Економічна політика усташів
Національна проблема була не єдиною в королівстві Югославія. Хорватії досталися у спадок і інші проблеми. Країна знаходилася в тяжкому економічному становищі. В армії була серйозна нестача транспорту, відсутність бронетехніки та сучасних літаків. Стрілецька зброя та спорядження не мали єдиного стандарту, і були в основному застарілими. Хорвати були вимушені «на ходу» вирішувати всі проблеми, і в першу чергу військові, бо війна не давала часу на роздуми, та ситуація з часом тільки погіршувалася.
З другою половини 1943 року в країні почала різко проявлятися економічна криза. Посилаючись на умови воєнного часу, на більшості промислових підприємств Хорватії власники ввели 6-денний робочий тиждень і 10-12-годинний робочий день; активно використовувалася праця жінок та підлітків. Переважна більшість підприємців відмовлялися при цьому підвищувати зарплату, а, навпаки, активно зрізали страхові та інші виплати та практикували драконівську систему штрафів за реальні та уявні порушення трудової дисципліни і випадки виробництва браку. У відповідь на це почалися соціальні заворушення.

### Боротьба з Рухом Опору в НДХ
Ще одною великою проблемою усташів був Рух опору, який вже з травня 1941 почав активну партизанську війну проти НДХ та її союзників. У той же час необхідно зазначити, що до сербів, які знаходилися за межами НДХ, усташі ставилися цілком нейтрально. З весни 1942 р. режим Анте Павелича підтримував дипломатичні відносини з колабораціоністським сербським урядом генерала Недича, і їх збройні формування навіть проводили спільні операції проти югославських партизанів.
Більшість сербів в НДХ проживали в Боснії та на старому кордоні між Боснією і Хорватією. Саме Боснія стала місцем переважної більшості бойових дій. Серби масово вступали в загони монархістів-четників, під командуванням Драголюба Михайловича та комуністів-партизан, під командуванням генерального секретаря компартії Югославії Йосипа Броза Тіто. Спочатку комуністи і монархісти діяли разом, але вже в кінці 1941 року ідеологічна ненависть призвела до відкритої ворожнечі між ними.
В Сербії комуністичні партизани опинилися в важких умовах: їм протистояла не новостворена, недосвідчена та погано озброєна армія Хорватії, а німецькі та італійські війська разом з сербською колабораціоністською армією, та й територія була малопридатною до партизанських дій. Тому югославські комуністи зазнали поразки і були вимушені перемістити свої формування на територію Боснії, яка завдяки великим площам гірських масивів була ідеальною для ведення партизанської війни.
До переходу сербських партизан в Боснію, місцевим четникам та комуністам вдалося провести кілька вдалих операцій і взяти під контроль значні райони східної Боснії, де вони провели масові вбивства мусульман та хорватів, а комуністи вперше отримали шанс вбивати і класових ворогів. Та після різкого збільшення кількості комуністичних партизан взимку 1941 року, ними було здійснено захоплення управління повстанням в свої руки. Після цього четники почали вести збройну боротьбу і проти партизан.
Розуміючи, що швидкої військової перемоги над ворогом досягнути не вдасться, хорватське керівництво починаючи з лютого 1942, вирішило піти на деякі поступки нацменшинам: «...усім, хто щиро визнає державу Хорватія, хорватський уряд гарантує рівність перед законом незалежно від національності та віросповідання та забезпечить захист життя і майна» — йшлося про амністію, контроль за дотриманням якої брало на себе командування німецькими військами на території НДХ. Більше того, безкомпромісні до того у релігійному питанні усташі, розуміючи те, що воно стало питанням політичних спекуляцій, вирішили вибити цей козир з рук сербів, і оголосили про створення Хорватської Православної Церкви.
23 березня 1942 року було проголошене офіційне повідомлення про заснування Хорватської Православної Церкви, що набуло чинності 3 квітня. Показово, що основу ХПЦ склали колишні священики Російської Православної Церкви, а митрополитом став колишній архієпископ.
Одночасно усташське керівництво почало шукати шляхів укладення перемир'я зі своїми колишніми заклятими ворогами — четниками. За посередництва сербського уряду і генерала Недича в Белграді навесні 1942 р. емісарам НДХ вдалося встановити безпосередній контакт з представником Драголюба Михайловіча в Боснії майором Ездімиром Дангічем. Наголошуючи на смертельній небезпеці від загального ворога — комуністів, хорватські націоналісти закликали сербів об'єднати свої зусилля в боротьбі проти нього. Сам керівник четницького руху «Дража» Михайлович завжди заперечував будь-який «злочинний союз з кривавими усташами», але майор Дангіч, прагматичний командир, дотримувався іншої думки. В обмін на припинення репресій проти сербського населення НДХ і покарання винних усташських функціонерів, він був готовий на «деякі приватні угоди про спільні дії проти червоних».
Угода четницьких воєвод з усташами, всупереч зусиллям комуністичних пропагандистів, була сприйнята сербським населенням НГХ як перемога, тому що узаконювала всі завоювання повстання літа-осені 1941 р. Почався масовий перехід у табір четників бійців, «успадкованих» партизанами від сербського повстання. Так, тільки за останній тиждень квітня 1942 р. у Східній Боснії на сторону четників перейшли чотири партизанських батальйони — Мокраньский, Чорновирхський, Нішічкий і Варешський в повному складі і на чолі зі своїми командирами (політкомісарів при цьому було вбито).
Незважаючи на те, що сили партизанської Народно-визвольної армії Югославії в 1942 р. були приблизно рівні з хорватськими збройними силами, цей рік відзначився для югославських комуністів найважчими поразками на території НДХ. У Східній Боснії четники і усташсько-домобранські частини наполегливо тіснили партизан, скоротивши контрольовані ними райони до масштабу незначних анклавів. Важкої поразки зазнали партизани в червні-липні 1942 р. на плоскогір'ї Козара, де 21-тисячний ударний корпус військ НДХ за підтримки 3 тис. четників і 9 тис. гітлерівських та угорських військових за лічені дні розгромив дислоковане там сильне угруповання НВАЮ.
Опинившись у важкому становищі, Йосип Броз Тіто і командування НВАЮ зуміли, тим не менш, продемонструвати сміливе стратегічне мислення і вміле тактичне керівництво своїми військами. Восени 1942 р. ними була розпочата скритна передислокація всіх боєздатних партизанських сил на території НДХ в Країну — переважно гірський район на боснійсько-хорватському кордоні. Незважаючи на тяжкі умови, партизанам вдалося сконцентруватися в заданих районах. 2-4 листопада 8 добірних партизанських бригад, посилених артилерією, раптово розвинули потужний наступ на великий районний центр Бихач. Незважаючи на відчайдушний опір 4-й усташської бригади і 12-го піхотного полку НДХ, партизани успішно оволоділи містом.
Скориставшись замішанням в Загребі, головним силам НВАЮ в листопаді-грудні 1942 р. вдалося підтягнутися в район операції та встановити контроль над великими територіями Країни (більше 40 тис. кв. км.), Створивши так звану «Бихацьку республіку». Під захистом оборонних рубежів на важкопрохідних гірських перевалах, партизани використовували її як плацдарм для нарощування сил.
Поспішно організовані спроби хорватських військ розгромити партизан зазнали невдачі: усташське керівництво явно запанікувало і кидало свої сили в бій по частинах прямо «з коліс» без належної підготовки. Подальші бойові дії велися з змінним успіхом, але загальний хід війни дався взнаки і в Хорватії.

### Усташі і український визвольний рух
У тому ж 1929 році майже одночасно з усташами створюється Організація українських націоналістів, яке мало своє представництво і в Югославії, оскільки й там опинилося у вимушеній еміграції багато українців, що брали участь у визвольних змаганнях та революційній діяльності 20-х років. Варто зазначити що у 1930-их роках усташі та ОУН дуже тісно та плідно співпрацювали. А один з лідерів українських націоналістів Андрій Мельник дружив з Павеличем. В подальшому, мельниківці намагалися йти шляхом, прокладеним усташами, але цей шлях тоді був далеким від українських реалій.
Югославська влада жорстко перешкоджала активності українських націоналістичних організацій по всій країні: в українських студентів, що були національно свідомими, відбирали стипендії, випроваджували їх за кордони держави. Українські діти в Югославії мусили ходити до російських шкіл, адже українських не можна було засновувати. Кубанські козаки, котрі опинилися у Югославії, коли сербський уряд прийняв приблизно 70000 емігрантів з колишньої Російської Імперії, переважно колишніх вояків з білих армій Денікіна і Врангеля, не сміли долучатись до українського національного життя, адже відразу втрачали матеріальну і соціальну підтримку. У Белграді проводилася агітація проти товариства «Просвіта», зрештою її було заборонено за звинуваченням у співпраці з Німеччиною та Італією. 
Однак починаючи з лютого 1939 р., політика Югославії щодо українського націоналізму почала змінюватись. Під впливом зближення юґославського уряду Драгіші Цветковича з нацистською Німеччиною, в Белграді, зокрема почав виходити і журнал «За Україну», орган українського фашистського руху (ред. П.Полубинський).
В усташівських військах існував й український легіон, що складався з націоналістів та югославських емігрантів. Його вояки носили хорватську військову форму, базовану на німецьких зразках. Українські добровольці мали синьо-жовті пов'язки та нарукавні нашивки у формі білого щита з чорним тризубом. Легіонерам обіцяли, що їх відправлять на Східний фронт на боротьбу проти більшовиків за незалежність України. Але їх кинули на боротьбу з комуністичними партизанами Тіто, що викликало різке невдоволення добровольців, багато легіонерів дезертирувало.
Політолог та історик з Варшавського інституту Адам Бальцер в липні 2018 в інтерв'ю виданню "Historians.in.ua" зазначав, що між ОУН і УПА та усташами можна провести паралелі, але самі по собі організації різняться. При цьому він зазначив, що «усташі знищили пропорційно набагато більше сербів, циган і євреїв, ніж УПА — поляків». За його словами, УПА була партизанським рухом, і він порівнює їх дії з діями сербських четників. Однак і тут вказує, що жертв серед босняків, загиблих від рук сербів, було в десятки разів більше.

### Крах НДХ
З переходом на бік Союзників Румунії та Болгарії, де під впливом успішного наступу Червоної армії відбулися державні перевороти і до влади прийшли прорадянські уряди, Східний фронт Другої світової війни докотився до кордонів колишньої Югославії. 5 липня 1944 року лідер югославських комуністів Йосип Броз Тіто звернувся до Сталіна з проханням про «найбільшу допомогу» і вступ військ Червоної армії на територію Югославії, попереджаючи, що тільки так можливо буде уникнути впливу західних Союзників і прихильників королівського уряду у вигнанні (насамперед — четників). 28 вересня 1944, діючи з території Румунії та Болгарії, до Югославії вступили радянські війська 2-го і 3-го Українських фронтів (46-я і 57-а армії, 4-й гвардійський мехкорпус і Дунайська річкова флотилія), а також збройні сили прокомуністичного Вітчизняного фронту Болгарії (11 дивізій і 2 бригади). До цього часу з ініціативи Тіто був створений підконтрольний йому альтернативний урядовий орган Хорватії — Єдиний народно-визвольний фронт (Jedini narodnooslobodilacki front), «першу скрипку» в якому грали місцеві комуністи. Смертний вирок усташівській Хорватії було винесено.
За підтримки Червоної армії і болгарських військ, частини НВАЮ, що налічували до 650 тис. бійців і володіли переданими СРСР і США бойової авіацією і бронетехнікою, розгорнули успішний наступ проти гітлерівців і їх союзників в Сербії, Македонії та Чорногорії. 20 жовтня після запеклих боїв ними був взятий Белград. Повсюдно просування партизанської армії Тіто супроводжувалося масовими репресіями проти всіх підозрюваних в «пособництві окупантам», а також проти «класово чужих елементів» і ідеологічних противників комунізму. Тільки в Белграді за кілька днів після захоплення міста партизанами були винищені без суду та слідства більше 30 тис. німецьких і сербських військовополонених, а також жителів сербської столиці. Дороги, що вели до Боснії і Хорватії, були заповнені десятками тисяч біженців, які рятувалися від влади Тіто.
У листопаді-грудні 1944 р. наступ НВАЮ і частин Червоної армії, що супроводжувався великими втратами (особливо постраждали в боях за хорватське місто Осієк югославський 1-й Пролетарський і радянський 68-й стрілецький корпуси), вичерпав свій потенціал. На Сремському фронті гітлерівці і хорвати зуміли в цілому утримати позиції на кордонах НДХ. Незважаючи на те, що була захоплена велика частина Боснії, її столиця Сараєво продовжувала утримуватися німецько-хорватськими військами. На Динарському фронті, наступаючі з Чорногорії і Герцеговини югославські партизани за підтримки британського флоту і новозеландської дивізії оволоділи значною частиною хорватського Помор'я з містами Дубровник, Спліт і Задар, проте потім були зупинені хорватськими, німецькими, словенськими та четницькими частинами (в НГХ Динарський фронт мав жаргонну назву «антикомуністичний інтернаціонал»).
Однак, до цього часу НВАЮ отримала від СРСР достатню військову та матеріальну підтримку для перетворення в регулярну оперативну силу: близько 140 тис. одиниць стрілецької зброї, 6368 кулеметів, 2165 гармат і мінометів, 130 танків, 36 бронемашин, 386 бойових літаків, близько 2 600 автомашин, а також засоби зв'язку, інженерне та медичне спорядження тощо. Все це дозволило югославським комуністам в 1945 р. розгорнути свої збройні сили до 800 тис. чол. НВАЮ була офіційно перейменована в Югославську народну армію, що складалася з сухопутних сил, ВПС і ВМС. 7 березня 1945 Йосипом Броз Тіто було сформовано Тимчасовий народний уряд Демократичної федеративної Югославії, офіційно визнаний Союзниками єдиною законною владою в країні. Варіант збереження незалежної Хорватії після закінчення війни не розглядався.
Весною військо Тіто, маючи величезну перевагу над знекровленими силами противника в людській силі і техніці, змогло таки переломити спротив, і прорвавши лінію Сремського фронту, почало наступ на Загреб. 7 травня 1945 року Анте Павелич і уряд НДХ покинули хорватську столицю. Поглавнік призначив командувачем відступом Хорватських збройних сил і біженців начальника служби усташського захисту Векослава «Макса» Любуріча, віддавши йому наказ «за будь-яку ціну» вивести війська і цивільних в зону відповідальності наступаючої із заходу британської 8-ї армії і уникнути полону ЮНА.

### Бійня в Бляйбурзі
Після закінчення війни залишки усташів здалися англійцям на території Австрії, але були видані назад югославським комуністам, які жорстоко розправилися з багатьма із них у місті Бляйбург.

## Усташі після Другої світової війни
Після війни багато хорватських біженців опинилося в Західній Європі, Америці та Австралії. На адресу Павелича та колишнього керівництва НДХ з боку емігрантів було багато звинувачень. З’явилися нові націоналістичні організації, не пов’язані з керівництвом НДХ.
Анте Павеліч, що проживав в Аргентині під захистом знаменитого диктатора Хуана Перона, усіма силами намагався відновити свій вплив серед хорватської політичної еміграції. Він активно зустрічався з представниками як її націоналістичного, так і ліберального крила, займався публіцистикою, літературною діяльністю і благодійністю, проте без особливого успіху. Хорвати так і не змогли пробачити йому те, що в 1945 р. він не розділив долю своїх солдатів в Бляйбурзі.
10 квітня 1957 року, коли хорватська діаспора в Буенос-Айресі відзначала річницю проголошення НДХ, двоє колишніх четників — Благое Йововіч і Міло Крівокапіч — підстерегли прибулого на захід на омнібусі Анте Павелича, і відкрили по ньому вогонь з пістолетів. Не розгубившись, лідер «Усташі» став ухилятися від пострілів, з надзвичайною для його віку спритністю стрибаючи з боку в бік, проте все-таки був уражений двома кулями в руку і в плече.
Після замаху Павелич за допомогою колишніх усташів перебрався з родиною в Іспанію. 27 листопада 1957 року він прибув до Мадрида, де вів скромне приватне життя. Здоров'я екс-поглавніка, підірване пораненням і застарілим цукровим діабетом, швидко погіршувалося. У листопаді 1959 року він був поміщений в мадридську клініку німецького професора Рудольфа Сеіза, який мав намір знову прооперувати поранення Павелича, проте стан пацієнта цього не дозволив і 28 грудня Павелич помер.
Усташський рух в самій Хорватії не припинив існування з перемогою Йосипа Броз Тіто. Військовослужбовці Хорватських збройних сил, що зуміли уникнути полону або загибелі, в більшості своїй — усташі, проте також і представники інших структур (домобрани, жандарми і т.д.), розгорнули в гірських районах Хорватії та Герцеговини партизанську боротьбу. Їх загони підтримували зв'язок з законспірованими усташськими осередками в містах, а також, в ряді випадків, з еміграцією. Учасники цих формувань отримали в народі назву «хрестоносців» (krizari).